# Косцелецкий, Анджей (воевода познанский)
Анджей Косцелецкий (ок. 1522 — 6 февраля 1565) — государственный деятель Польского королевства, дворянин королевский, каштелян иновроцлавский (1552), воевода иновроцлавский (1553), ленчицкий (1553—1558), калишский (1558—1564) и познанский (1564—1565), староста быдгощский (1545), накловский (1553) и пыздровский (1558).

## Биография
Представитель польского шляхетского рода Косцелецких герба «Огоньчик». Старший сын воеводы иновроцлавского, бжесць-куявского и ленчицкого Яна Януша Косцелецкого (1490—1545) от первого брака с Катажиной Памповской. Братья — Станислав, Ян Януш, Станислав и Лукаш.
Родился в родовом имении Косцелецких — Косцельце под Иновроцлавом. Вместе с младшим братом Яном Янушем в 1536—1537 годах учился в университете Виттенберга. С января 1545 года Анджей Косцелецкий вместе с Яном Янушем получил в совместное владение староство быдгощское. В 1547 году находился при дворе польского короля Сигизмунда I Старого. В 1548 году вместе с воеводой калишским Петром Слушинским получил в пожизненное владение королевское имение Мужинно в окрестностях Иновроцлава, которое позднее перешло в его единовластное владение. В 1550 году — секретарь королевский и посол на сеймик Королевской Пруссии.
Был ярым католиком, в своей политической карьере пользовался сильной поддержкой духовенства. 6 апреля 1552 года получил должность каштеляна иновроцлавского, а уже 24 апреля 1553 года был назначен воеводой иновроцлавским. В октябре 1553 года Анджей Косцелецкий получил должность воеводы ленчицкого. В 1558 году становится воеводой калишским (28 января) и старостой пыздровским (18 августа). В 1554 году получает в пожизненное владение имения Мужинно, а также Новая Весь в Гневковском старостве и еще два села.
Анджей Косцелецкий был противником Эгзекуцийного движения в Польше. На петркувском сейме 1558 года он одним из первых публично выступил против конфискации магнатских имений в пользу короны. В 1559 году по просьбе вроцлавского капитула Анджей Косцелецкий вместе с братом Яном Янушем не стали допускать на должность нового епископа вроцлавского Якуба Уханьского, пока он перед папой не оправдается в поддержке Реформации. На петркувском сейме 1562—1563 годов присутствовал в качестве воеводы познанского и резко выступал против конфискации магнатских имений.
9 декабря 1564 года после смерти своего младшего брата Яна Януша Анджей Косцелецкий получил подтверждение на пожизненное владение быдгощским староством. После смерти Яна Януша некоторые сторонники Анджея Косцелецкого поддерживали его претензии на вакантную должность генерального старосты великопольского. Эти планы были сорваны внезапной смертью А. Косцелецкого 6 февраля 1565 года.

## Семья
В 1555 году женился на Анне Лаской (ум. после 1568), дочери воеводы ленчицкого и серадзского Станислава Лаского (ум. 1550) и вдове старосты опочновского Станислава Одровонжа (ум. до 1554). Брак был бездетным.